# Вади Рум
Вади Рум (арапски језик: وادي رم‎), познато и као Долина месеца (وادي القمر‎), је подручје у јужном Јордану, 60 км од Акаба, у близини границе са Саудијском Арабијом у којему се налазе различити пустињски предели с лепезом уских кањона, природних лукова, вртоглавих литица, клизишта и пећина. Петроглифи, натписи и археолошки остаци пронађени на овом подручју сведоче о 12.000 година људске насељености и међуделовању с природом.
Назив Вади Рум вероватно потиче од арапске речи wadi (uadi) што значи "долина" и арамејског корена рум, што значи "уздигнута" или "висока". Највиша тачка је врх Ум Дами висок 1800 метара.
Посебно је вредно његових 25.000 резбарија и 20.000 натписа у стенама захваљујући којима се може пратити еволуција људске мисли и рани развој писма. Овај локалитет такође сведочи о еволуцији сточарског, пољопривредног и урбаног живота људи у овом подручју. Због тога је Вади Рум уписан на УНЕСКО-в Списак места Светске баштине у Азији и Аустралазији 2011. године, и то као мешовити локалитет културне и природне Светске баштине.
- Поглед с планине Рум
- Сателитски снимак
- Планина "Седам ступова мудрости"
- Природни лук
- Петроглифи Вади Руме